# Traveling Wilburys
De Traveling Wilburys was een gelegenheidsband die in 1988 ontstond op initiatief van voormalig Beatle George Harrison. Naast Harrison bestond de supergroep uit Jeff Lynne, Roy Orbison, Tom Petty en Bob Dylan. De 'Wilburys' brachten twee cd's uit, maar traden nooit op en gaven nauwelijks interviews.

## Geschiedenis
De samenwerking ontstond toen Harrison zijn vrienden Lynne en Orbison uitnodigde om mee te werken aan de B-kant voor zijn single This is Love. Het was de bedoeling om het nummer op te nemen op een oude achtsporenrecorder van Dylan. Petty kwam in beeld omdat Harrison zijn gitaar bij hem had laten liggen. Platenmaatschappij Warner realiseerde zich dat het door de vijf opgenomen nummer Handle with Care te goed was om slechts als B-kantje te dienen en vroeg de gelegenheidsformatie om een album te maken. Harrison zou de band later in interviews een 'happy accident' noemen.
Het album Traveling Wilburys Vol. 1 werd in mei 1988 opgenomen in de studio van Dave Stewart in Hollywood. De nummers zijn grotendeels samen gecomponeerd en geschreven. Voor de opnames werden slechts tien dagen uitgetrokken omdat Dylan op het punt stond op tournee te gaan. Het album en de single Handle with Care kwamen uit in oktober 1988 en werden een wereldwijd succes. De groep presenteerde zich als zogenaamde familiegroep van halfbroers, zonen van de fictieve persoon Charles Truscott Wilbury sr. De samenwerking kwam echter nogal abrupt tot een eind toen Lefty Wilbury, oftewel Orbison, op 6 december 1988 aan een hartaanval overleed. In de videoclip van de tweede single van het album, End of the Line, werd Orbison geëerd door tijdens het door hem gezongen gedeelte zijn gitaar in een schommelstoel in beeld te brengen, gevolgd door een foto van Orbison.
Eind 1989 was er speculatie dat Del Shannon als opvolger van Orbison toe zou treden tot de Traveling Wilburys. Hij werkte op dat moment met Jeff Lynne aan een comeback-album. De zelfmoord van Shannon in februari 1990 maakte echter een einde aan de geruchten. In juni 1990 werd de single Nobody's Child uitgebracht, als onderdeel van een liefdadigheidsproject voor Roemeense weeskinderen. In oktober van dat jaar volgde een tweede album, Traveling Wilburys Vol. 3. Het album is ruiger maar ook minder succesvol dan het eerste.
In 2007 verscheen een compilatie van de gelegenheidsband, bestaande uit de twee uitgebrachte cd's en een dvd met een documentaire over de totstandkoming van het eerste album en enkele videoclips.

## Invloeden
De vijf leden van de Traveling Wilburys vonden elkaar in een voorliefde voor skiffle en rockabilly, voorlopers uit de jaren '50 van de rockmuziek. De stijl is nostalgisch met tevens invloeden uit de countrymuziek. De vijf afzonderlijke leden brachten daarbij nadrukkelijk hun eigen stijl en muziekgeschiedenis mee. "De Wilburys moeten herinneringen oproepen aan de oude Carl Perkins- en Bob Dylan-tunes. Zie het als een pastiche, een montage van alle goede herinneringen aan vervlogen tijden", aldus Harrison in een interview in 1988 in de Britse krant The Guardian.

## Naam
De term 'Wilburys' was jargon dat Harrison en Lynne gebruikten voor mislukte takes tijdens de opnames van Harrisons album Cloud Nine ("We'll bury them in the mix"). In eerste instantie noemde het vijftal zich The Trembling Wilburys, later werd de naam gewijzigd in Traveling Wilburys.
De Traveling Wilburys van het eerste album waren:
- Nelson Wilbury (George Harrison)
- Otis Wilbury (Jeff Lynne)
- Lefty Wilbury (Roy Orbison)
- Charlie T. Wilbury jr. (Tom Petty)
- Lucky Wilbury (Bob Dylan)

De Traveling Wilburys van het tweede album waren:
- Spike Wilbury (Harrison)
- Clayton Wilbury (Lynne)
- Muddy Wilbury (Petty)
- Boo Wilbury (Dylan)

Sessiedrummer Jim Keltner, te zien in de videoclip van Handle with Care en de drummer op beide albums van de groep, wordt op een in 2007 uitgebrachte compilatie opgevoerd als Buster Sidebury. Harrisons zoon Dhani Harrison, alias Ayrton Wilbury, is op deze compilatie te horen als zanger en gitarist in twee niet eerder uitgebrachte nummers.

## Discografie

### Albums
- Traveling Wilburys Vol. 1 (1988)
- Traveling Wilburys Vol. 3 (1990)

### Singles
- Handle with Care (1988)
- End of the Line (1989)
- Nobody's Child (1990)
- She's My Baby (1990)
- Wilbury Twist (1991)

### Compilatie
- The Traveling Wilburys Collection (2007): Een combinatie van de twee uitgebrachte albums en een dvd.

### NPO Radio 2 Top 2000
| Nummer met noteringen in de NPO Radio 2 Top 2000 | '03  | '04  | '05 | '06  | '07 | '08  | '09  | '10  | '11  | '12  | '13  | '14  | '15  | '16  | '17  | '18  | '19  | '20  | '21  | '22  | '23  | '24  |
| ------------------------------------------------ | ---- | ---- | --- | ---- | --- | ---- | ---- | ---- | ---- | ---- | ---- | ---- | ---- | ---- | ---- | ---- | ---- | ---- | ---- | ---- | ---- | ---- |
| Handle with Care                                 | 1631 | 1456 | -   | 1537 | 838 | 1525 | 1396 | 1383 | 1257 | 1119 | 1189 | 1218 | 1317 | 1803 | 1225 | 1565 | 1493 | 1324 | 1618 | 1703 | 1876 | 1968 |

1. ↑  Een '-' betekent dat het nummer niet was genoteerd en een vetgedrukt getal geeft de hoogste notering aan.
2. ↑  2003 was het eerste jaar met een notering voor dit nummer.

## Trivia
- Onduidelijk is waarom het eerste album Traveling Wilburys Vol. 1 gevolgd werd door een Vol. 3 en niet een Vol. 2. Harrison claimde in een interview dat de groep bezig was met het tweede album, maar dat het geschreven materiaal gestolen werd voordat het klaar was. Speculaties gaan uit van een grap, een knipoog naar verschillende illegale bootlegs onder de naam Volume 2 met restmateriaal van het eerste album of een eerbetoon aan de overleden Orbison. Een andere theorie is dat Tom Petty's album Full Moon Fever uit 1989, met medewerking van Harrison, Lynne en Orbison, als officieuze tweede album van de Wilburys kan worden beschouwd.